# Santa Gertrudis, Oaxaca
Santa Gertrudis là một đô thị thuộc bang Oaxaca, México. Năm 2005, dân số của đô thị này là 2661 người.